# ROCK OVER JAPAN
『ROCK OVER JAPAN』（ロック・オーバー・ジャパン）は、1987年6月21日にリリースされた、ロックバンドARBの10枚目のスタジオ・アルバム。本作を以てベースの岡部滋は脱退。

## 収録曲
全作詞・作曲：Ryo&Hisashi，全編曲：ARB。
1. ROCK OVER JAPAN
2. HAPPINESS
3. HURRY UP
4. ANGEL
5. AUTOMATIC MAN GOES
6. PEACE&LOVE
7. DREAMING BABY
8. OWE MY OWN
9. SAY! NO!